# Popove, Novi Sanjarî
Popove (în ucraineană Попове) este localitatea de reședință a comunei Popove din raionul Novi Sanjarî, regiunea Poltava, Ucraina.

## Demografie
Componența lingvistică a localității Popove
     Ucraineană (97,52%)
     Rusă (1,93%)
     Alte limbi (0,55%)
Conform recensământului din 2001, majoritatea populației localității Popove era vorbitoare de ucraineană (97,52%), existând în minoritate și vorbitori de rusă (1,93%).